# Dieta mediterranea (film)
Dieta mediterranea (Dieta mediterránea) è un film del 2009 diretto da Joaquin Oristrell. 
Il film, di produzione spagnolo, è stato distribuito nelle sale italiane il 4 luglio 2012.

## Trama
Sofia è una cuoca abilissima, con una vita che ruota attorno alle pietanze, ai tre figli, al marito Tony ... e all'amante Frank. Sofia è innamorata di Frank, ma decide di sposare Tony, che rappresenta per lei la sicurezza. Niente di strano, se non fosse che Sofia si accorge che senza Frank non riesce più a cucinare al suo livello e non le rimane che convincere il marito a mettere in atto un triangolo, che non verrà visto bene dagli abitanti del paese. Il film si snoda in quarant'anni della vita di Sofia e su come andrà a finire questa storia di sesso e cucina.